# Jaderná elektrárna Leibstadt
Jaderná elektrárna Leibstadt (německy Kernkraftwerk Leibstadt, KKL) se nachází poblíž Leibstadtu v kantonu Aargau ve Švýcarsku nedaleko hranic s Německem na řece Rýn, která slouží jako zdroj chlazení. Uvedena do provozu byla v roce 1984 a ze všech pěti provozovaných elektráren v zemi je nejmladší a nejvýkonnější.
Je ve vlastnictví společností Leibstadt AG (KKL), konsorcia šesti švýcarských energetických společností. 
Plány na stavbu začaly v roce 1964 pro reaktor o výkonu 600 MW. Švýcarská federální rada byla proti přímému chlazení říční vodou, v roce 1971 byl návrh upraven pro chladicí věž. Při dalším plánování byl výkon zvýšen na 600 a poté 900 MW. V návaznosti na nehodu v Three Mile Island v roce 1979 byly implementovány nové bezpečnostní předpisy, což oddálilo dokončení o několik let. Rozpočet stavby 2 miliardy švýcarských franků se po jedenácti letech výstavby před otevřením závodu v roce 1984 zvýšil na více než 5 miliard.
Instalací nové nízkotlaké turbíny v roce 2010 dosáhl výkon nárůst o 40 megawattů. Výkon elektrárny dále výrazně zlepšil nový generátor o hmotnosti 420 tun, který se stal nejtěžším nadměrným nákladem přepraveným na švýcarských silnicích. 
Historie dostavby elektrárny Leibstadt v 70. a 80. letech odrážela stále kritičtější postoje k jaderné energii ve Švýcarsku, které vyvrcholily odporem proti plánované jaderné elektrárně Kaiseraugst.